# Ngũ quái Sài Gòn
Ngũ quái Sài Gòn là bộ phim truyền hình được thực hiện bởi Hãng phim Truyền hình Thành phố Hồ Chí Minh, Đài Truyền hình Thành phố Hồ Chí Minh do Nguyễn Trọng Nghĩa làm đạo diễn. Phim được chuyển thể từ tiểu thuyết Năm Sài Gòn của nhà văn Bùi Chí Vinh. Phim phát sóng vào lúc 18h00 từ thứ 2 đến Chủ Nhật hàng tuần bắt đầu từ ngày 17 tháng 7 năm 2006 và kết thúc vào ngày 2 tháng 8 năm 2006 trên kênh HTV9.

## Nội dung
Ngũ quái Sài Gòn nói về một nhóm thành viên gồm 5 người: Sơn Đại ca, Quyên Tiểu muội, Hoàng Lãng tử, Thúy Bụi, Thạch Sầu đời. Nhóm được thành lập trước sự chứng kiến của công an đại diện là thiếu tá Lý Thạch Sanh nhằm giúp đỡ những người gặp khó khăn. Tuy nhiên, sau đó có những chuyện đã xảy ra giữa các thành viên: Thúy Bụi tìm thấy cha mẹ ruột của mình; bố mẹ gia đình Quyên Tiểu muội "suýt" ly hôn vì bố cô bị dụ gia nhập giao phái Thiên sứ; Thạch Sầu đời phá ổ buôn lậu của Thái Trượng Phu...

## Diễn viên
- Xuân Vy trong vai Sơn Đại ca[5]
- Kim Hiền trong vai Thúy Bụi
- Quốc Huy trong vai Hoàng Lãng tử
- Đinh Yến trong vai Quyên Tiểu muội
- Thế Vũ trong vai Thạch Sầu đời
- Diễm My 6x trong vai Bà Mận Hoa Kỳ
- Quyền Linh trong vai Thiếu tá Lý Thạch Sanh
- Hoài An trong vai Bà Vĩ Dạ
- Thành Lũy trong vai Ông Tám Lục
- Thương Tín trong vai Thái Trượng Phu
- Hạnh Thuý trong vai Hồ Ly Cô Cô
- Long Hải trong vai Ông già Bo

Và một số diễn viên khác...

## Ca khúc trong phim
Bài hát trong phim là ca khúc "Giấc mơ phiêu lãng" do Nguyễn Nhất Huy sáng tác và Lê Kiều Như – Hoàng Thiên Long thể hiện.